# Platycnemis agrioides
Platycnemis agrioides é uma espécie de libelinha da família Platycnemididae.
É endémica de Mayotte.
Os seus habitats naturais são: florestas subtropicais ou tropicais húmidas de baixa altitude e rios.
Está ameaçada por perda de habitat.